# Outremont
Outremont es un distrito de la ciudad de Montreal. Tiene una superficie de 3,84 km² y una población de 24.486 habitantes. Desde finales de la primera mitad del siglo XX es el distrito residencial tradicional de la burguesía francófona de Montreal.
Una de las arterias principales es la rue Côte-Sainte-Catherine. Las calles comerciales principales son: Laurier Ouest, Bernard y Van Horne.